# Contea di Wuxuan
La contea di Wuxuan (武宣县S, Wǔxuān XiànP) è una contea della Cina, situata nella regione autonoma di Guangxi e amministrata dalla prefettura di Laibin.